# Citizens for Constitutional Freedom
Citizens for Constitutional Freedom (C4CF), más tarde también sabido como People for Constitutional Freedom  (P4CF), fue el nombre dada la milicia privada armada que ocupó el U.S. Fish and Wildlife Service's Malheur National Wildlife Refuge ubicado en el estado de Oregón del 2 de enero 11 de febrero del 2016. El dirigente de la organización era Ammon Bundy, hijo de Cliven D. Bundy, quién comprometió en un punto muerto con el gobierno federal encima apacentando derechos en tierra federal.
Ocho de sus miembros, incluyendo Ammon Bundy, fueron arrestados el 26 de enero del mismo año, mientras que un noveno miembro, Robert "LaVoy" Finicum, quien se enfrentó a tiros y fue abatido por las fuerzas de seguridad. Esto estuvo seguido por un número de otros arrestos que finalmente culminados al final de la ocupación. Un total de 27 personas estuvo cobrado bajo ley federal con una variedad de ofensas, incluyendo una cuenta sola de Conspiración. Sus pruebas estuvieron planificadas para empezar encima 7 de septiembre del 2016, y el 14 de febrero de 2017.
Durante la ocupación, el grupo militante reclamó que la Constitución de Estados Unidos dejan que el gobierno federal de los Estados Unidos para poseer sólo una cantidad pequeña de tierra, y que el gobierno puede adquirir tierra en estados sólo con el consentimiento del dueño. Tales reclamaciones han sido repetidamente rehusadas por tribunales federales, incluyendo los Estados Unidos Tribunal Supremo; la cláusula de propiedad del pleno de subvenciones de Constitución de Estados Unidos autoridad a Congreso para dirigir propiedad federal, incluyendo tierra.

## Miembros importantes
Un total de al menos 34 personas de 13 estados están sabidas para tener sirvió funciones en el grupo durante la ocupación. Algunos han tenido una historia de actividad criminal e implicación previa en activismo de ala correcta. Son:

### Formalmente acusados

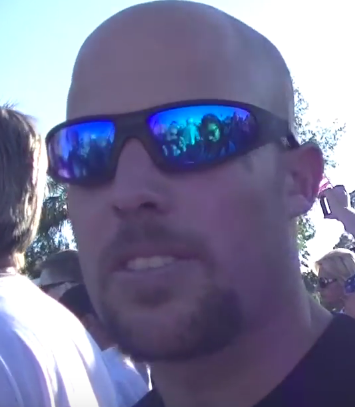
Jon Ritzheimer, pictured aquí en mayo de 2015, estuvo identificado cuando uno de los dirigentes de la ocupación militante.

- Dylan Wade Anderson, 34, de Provo, Utah. Se identificó como "Capitán Moroni" en referencia a una figura en el Libro de Mormón quién rescatar a sus seguidores por levantar una bandera llamó un "título de libertad" contra una fuerza de mal.[18] Esté arrestado por la Agencia Federal de Investigación (FBI) en enero 27 en un punto de asistencia fuera del refuge.[19]

- Sandra Lynn Anderson, 48, de Riggins, Idaho. Rendido al FBI en 11 de febrero y estuvo arrestado. Sea un barbero anterior y cosmetologist quién recientemente movido de Wisconsin a Idaho.[20]

- Sean Larry Anderson, 47, de Riggins, Idaho (marido de Sandra Anderson). Rendido al FBI el 11 de febrero y estuvo arrestado.[21] Con anterioridad a la ocupación,  posea una tienda de suministros exterior en Riggins. Anderson tuvo un banco excepcional warrant relacionó a un agosto de 2014 arresto y había sido cobrado con resistir un agente, posesión de THC, y parafernalia de fármaco, todo misdemeanors. Sea anteriormente condenado de misdemeanor disorderly conducta en 1998, 2008, y 2009, y de criminal entrando sin autorización en 2002, todo en Wisconsin. Sea uno del último cuatro restante holdouts y unsuccessfully probado a negocio para conseguir el warrant caído con anterioridad a su arresto.[22] Él y Jake Ryan eran responsables para cavar una trinchera grande en un sitio arqueológico en el refuge, el cual estuvo considerado sagrado a las Quemaduras Paiute Tribu.[23]

- Ammon Edward Bundy, 40, de Emmett, Idaho. Es un director de flota automovilístico y era el dirigente de la ocupación hasta su arresto el 26 de enero durante una parón de tráfico encima Ruta de EE. UU. 395 en Harney Condado, Oregón.[24][25] Encima 10 de abril de 2014,  sea videotaped ser tasered por agentes federales cuándo los manifestantes rodearon un civil que conduce un BLM-camión poseído.[26] Según Bundy,  empiece dirigir la ocupación después de recibir un mensaje divino que le ordena para hacer tan.[27][28]

- Ryan C. Bundy, 43, de Mesquite, Nevada. Es el hermano de Ammon Bundy.[29] Cuando sea arrestado en enero de 2015 en Ciudad de Cedro, Utah, en un warrant para interferir con un agente de control animal, Bundy arresto resistido presuntamente y estuvo dado cargos adicionales.[30][31] En 2014, Ryan organizó y condujo un ilegal ATV paseo para protestar ATV restricciones en propiedad federal qué estuvo significado para proteger los sitios arqueológicos allí.[32] En Marcha 2015, Ryan acosó y acechado BLM empleados durante una presentación de sala de la ciudad con respecto a un BLM Plan de Administración de la Tierra relacionó a Oro Butte, Nevada.[33] Ryan era ligeramente herido mientras siendo arrestado en enero 26 durante una parón de tráfico encima Ruta de EE. UU. 395 en Harney Condado, Oregón.[8] Ryan está creído para tener previsto y organizó las acciones tomadas durante la ocupación, y recruited otros seguidores. Aguardando prueba en cargos stemming de la ocupación, Ryan, quién se está representando, archivó un movimiento con el tribunal que reclama sea incompetente. Según Oregón Público Retransmitiendo, Bundy escribió al tribunal: "I, ryan c, hombre, soy un idiota de la ‘Sociedad Legal'; y; soy un idiota (layman, outsider) de la ‘Asociación de Barra'; y; i soy incompetente; y; no soy requerido por cualquier ley para ser competente.  [Sic]" Su movimiento estuvo negado.[34]

- Brian D. Caballero, también conocido como "Booda" o "Booda Oso," 44, de Bunkerville, Nevada. Estuvo implicado en el 2014 Bundy punto muerto en Nevada y se había descrito como "guardaespaldas personal" a Cliven Bundy durante aquel tiempo.[35] Después de dejar el refuge en enero 5, Caballero estuvo arrestado en Maricopa Condado, Arizona, en un excepcional warrant y más tarde liberó. Según prosecutors, su acceso a firearms está restringido debido a su registro criminal, pero ha empero coherentemente poseyó armas.[36] Caballero estuvo condenado en Arizona de misdemeanor robo en 2014, y misdemeanor extremo DUI en 2005. Caballero ha reclamado para tener servido en los EE. UU. Cuerpo Marino, pero el Cuerpo ha declarado tiene no récord de Caballero.[37][38] Esté arrestado en enero 26 durante una parón de tráfico encima Ruta 395 en Harne County, Oregón.

### Militantes secundarios
- Melvin D. Bundy, de 41 años, de Round Mountain, Nevada. Es el hermano de Ammon y Ryan Bundy. Al igual que sus hermanos, se opuso al BLM, firmando una petición Change.org que se oponía a las restricciones impuestas en tierras públicas ubicadas en St. George, Utah. Según los informes, abandonó el refugio al principio de la ocupación y actualmente no está acusado por su papel. Sin embargo, fue arrestado por agentes federales en marzo 3 después de su acusación en relación con el enfrentamiento de Bundy 2014 en Nevada.

- Gerald A. DeLemus, 61, de Rochester (Nuevo Hampshire). El copresidente de Veteranos para Trump en New Hampshire, fue noticia en enero cuando viajó a Malheur para reunirse con los militantes. DeLemus dijo en ese momento que estaba actuando solo y no como representante de la campaña presidencial de Donald Trump.[39] Fue arrestado el 3 de marzo después de su acusación en relación con el enfrentamiento de Bundy en Nevada en 2014.[40]

- Robert "LaVoy" Finicum (27 de enero de 1961 - 26 de enero del 2016) era un ranchero del norte de Arizona cuyo ganado pastaba en tierras, mantenía que poseía los derechos de pastoreo en esa tierra a través de la ley natural como su amigo Cliven Bundy también había mantenido.[41][42] Fue muerto a tiros el 26 de enero del 2016[43]

- Brandon Dowd, 31, de Pine Bluff, Arkansas. Uno de los dos únicos militantes conocidos de herencia que no eran Caucásicos, fue reportado por The Guardian realizando tareas de seguridad armada en el refugio durante la ocupación. Alentó a las personas a visitar el refugio y ser educados sobre los derechos constitucionales, y declaró que se había inspirado en el enfrentamiento de Bundy en 2014.[44] Fue arrestado el 8 de febrero en el condado de Harney, Oregón, por un caso de robo de arma de fuego en mayo de 2015 son relación a la causa militante.[45]

- Michael Ray Emry, de 54 años, de Boise, Idaho. Fue detenido por el FBI el 6 de mayo en John Day, Oregón, por cargos federales de armas, aunque no fue acusado por sus actividades en el refugio. Se le decomiso una ametralladora Browning M2, descubriendo que el número de serie fue borrado.[46]

- Debra Carter Pope, conocida como Debra Bass, 61, oriunda de Fallon, Nevada. Es la prometida de Corey Lequieu. Fue diputada del sheriff anterior y es una veterana de la Fuerza Aérea de EE. UU. Junto a Melissa Cooper, ella era la cocinera en el refugio.[47]

## Motivos de la Ocupación
La motivación para la ocupación fue el control y uso de tierras federales, que los militantes querían transferir a propiedad privada o al control del Condado de Harney, Oregón. Hay una larga historia de conflictos de intereses entre diferentes ciudadanos en tierras federales, específicamente en este caso entre ganaderos y ambientalistas. Los ganaderos tienen una larga historia de uso de tierras federales para pastar ganado, que no estaba regulado hasta la promulgación de la Ley Taylor de pastoreo de 1934. En ese caso, el gobierno determinó que el ganado de Bundy estaba dañando el hábitat de la Tortuga del desierto, una especie en peligro de extinción. Posteriormente se le ordenó reducir en gran medida la cantidad de ganado en los pastizales federales sobre los que tenía derechos de pastoreo, pero Bundy se negó y también dejó de pagar las tarifas de pastoreo. El gobierno comenzó a eliminar el ganado traspasado, lo que resultó en el enfrentamiento de Bundy en 2014. Se trazaron similitudes entre la ocupación y la rebelión de Sagebrush y los movimientos de uso racional. 
Ammon and Ryan Bundy son miembros de La Iglesia de Jesucristo de los Santos de los Últimos Días, Ellos y algunos de los otros militantes han citado la escritura mormona como justificación para desafiar la autoridad del gobierno. Después de que comenzó la ocupación, la Iglesia SUD emitió una declaración, condenando enérgicamente la incautación y que la ocupación armada no puede justificarse de ninguna manera sobre una base bíblica. El periodista Alex Beam os describió como un grupo de "fanáticos religiosos mormones".
Cliven Bundy ha hecho frecuentemente referencias al Libro de Mormón en sus conflictos con el gobierno de los Estados Unidos durante años. Según Oregon Public Broadcasting (OPB), durante el enfrentamiento de la familia en 2014, Bundy usó pancartas que citaban al Capitán Moroni: "En memoria de nuestro Dios, nuestra religión y libertad, y nuestra paz, nuestras esposas y nuestros hijos. Ammon Bundy usó casi el mismo lenguaje que su padre, "mezclando el simbolismo religioso mormón con un disgusto del gobierno federal", según el reportero de la OPB John Sepulvado. Un miembro del grupo militante de Ammon se negó a dar otro nombre a Medios de Comunicación que "Capitán Moroni, de Utah",y fue citado diciendo: "No vine aquí para disparar, vine aquí para morir"
Antes, durante o después de la ocupación, varios militantes y algunos visitantes reportados al refugio adoptaron conexiones o usaron el lenguaje comúnmente usado por el movimiento ciudadano soberano. También durante la ocupación, un visitante, un autoproclamado juez de Colorado llamado Bruce Doucette, anunció que se convocaría un "gran jurado de ciudadanos", una táctica común de grupos de ciudadanos soberanos.

## Cargas Criminales contra los militantes
Un total de 27 personas involucradas en la ocupación han sido acusadas bajo la ley federal; de ellos, 26 han sido acusados de un solo delito federal de conspiración para impedir que los agentes de los EE. UU. cumplan con sus deberes oficiales mediante el uso de la fuerza, la intimidación o las amenazas. Varios de los acusados por el cargo de conspiración también están acusados de una variedad de otros cargos, algunos de los cuales conllevan sentencias de hasta cadena perpetua, incluida la posesión de armas de fuego y armas peligrosas en instalaciones federales, uso y porte de armas de fuego en relación con un delito de violencia, depredación de propiedad del gobierno (relacionado con dañar el sitio "por medio de excavación y el uso de equipo pesado") y robo de propiedad del gobierno. Además, varios de los acusados en Oregón también han sido acusados por separado por sus papeles en el enfrentamiento de Bundy en Nevada en 2014.

## Sentencia

### Juicios
Los juicios de Bundy y otros seis coacusados estaban programados para comenzar el 7 de septiembre de 2016, mientras que otros siete co-acusados fueron procesados a partir del 14 de febrero de 2017. El 3 de agosto, alrededor de 1,500 jurados potenciales fueron convocados y se les pidió que completaran cuestionarios que serían revisados por los abogados y partes involucradas en los juicios del 7 de septiembre de 2016.
La defensa se centrará en el argumento de que el gobierno federal en realidad no tiene jurisdicción sobre tierras federales, ya que perdió el derecho a poseer la tierra dentro de Oregón una vez que se convirtió en un estado.

### Septiembre del 2016
La selección del jurado para el primer grupo de juicios comenzó el 7 de septiembre de 2016. Ese día, once de los 31 posibles jurados fueron excusados por una variedad de razones, como opiniones sobre la ocupación y también dificultades personales. Para el 9 de septiembre de 2016, se identificaron 62 personas como posibles jurados.
Doce miembros del jurado (compuesto por ocho mujeres y cuatro hombres) y ocho suplentes fueron seleccionados al final del día. Las declaraciones de apertura estaban programadas para el 13 de septiembre de 2016. El 12 de septiembre, Jeff Banta, uno de los acusados de la primera serie de juicios, tuvo que corregir el error accidental del juez Brown al omitir los cargos de armas de fuego mientras relataba los cargos en su contra. También dijo que viajó al refugio el 25 de enero para ayudar a llamar la atención sobre el caso del incendio de Hammond, un tema planteado por los militantes durante los primeros días de la ocupación (especialmente con la resolución dada por el jurado). Agregó que también quería trabajar en el rancho Hammond mientras Dwight y Steven Hammond aún estuvieran encarcelados.
El 13 de septiembre, se dieron declaraciones de apertura, con una línea de alrededor de una docena de personas presentes fuera del tribunal. La fiscalía argumentó que Ammon Bundy y los otros militantes lideraban una ocupación armada del refugio y no una protesta política. La defensa argumentó que los militantes no tenían la intención de interferir con las actividades del refugio, sino de restaurar el control local de las tierras en el Oeste de los Estados Unidos. El 14 de septiembre, el sheriff David Ward, que fue el principal funcionario policial local durante la ocupación, fue el primero en testificar contra los militantes.</ref>

### Sentencia
El 16 de agosto, Corey Lequieu se convirtió en el primer acusado en ser sentenciado en el caso de conspiración federal contra los militantes. El juez Brown lo sentenció a dos años y medio de prisión, seguidos de tres años de libertad supervisada, y también le ordenó pagar una restitución. Aunque el cargo de conspiración conllevaba un máximo de seis años de prisión, los fiscales recomendaron su sentencia como parte del acuerdo de culpabilidad que alcanzó, y decidió después de que el gobierno consideró el hecho de que Lequieu fue el primer militante en asumir la responsabilidad.